# Infinity Blade: Dungeons
Infinity Blade: Dungeons — отменённая мобильная игра в жанре Action/RPG для устройств на базе iOS; её разработкой занималась американская студия Impossible Studios — дочерняя компания Epic Games. Анонсированная в 2012 году игра должна была представлять собой спин-офф серии Infinity Blade, выполненный в духе hack-and-slash-игр наподобие Diablo или Torchlight и выделяющийся использованием для управления исключительно жестов на сенсорном экране — нажатий и проведений пальцем без отрыва. Действие игры должно было происходить в той же вымышленной вселенной, что и Infinity Blade и Infinity Blade 2, но на тысячи лет раньше; игрок должен был принять на себя роль ученика Кузнеца-Мастера и под его началом выковать вынесенный в заглавие Меч Бесконечности.

## Игровой процесс
Как и игры основной серии, предлагавшие игроку сражаться в боях один на один, Dungeons должна была иметь высококачественную по меркам игр своего класса графику, изначально рассчитанную на мобильные устройства с сенсорными экранами схему управления и возможность игры короткими сессиями в несколько минут — здесь эти же принципы применялись к зачистке подземелий. Всё основные действия в игре должны были осуществляться с помощью нажатий на сенсорный экран или проведения по нему пальцем без отрыва: например, если бы игрок перечеркивал противника пальцем, герой наносил бы рубящий удар, а если бы описывал пальцем круг вокруг героя, тот совершал бы атаку во вращении. Блокирование вражеских атак, уворот и тому подобные действия также выполнялись бы с помощью жестов. Все жесты-умения были бы доступны игроку с самого начала и не требовали бы постепенной разблокировки, как умения персонажей в Diablo, но игрок всё равно должен был бы следить за шкалой выносливости персонажа, чтобы нанести мощный удар в самый подходящий для этого момент.
Подземелья в Dungeons должны были быть небольшими, рассчитанными на полное прохождение за 5-8 минут, и в некоторой степени нелинейными — игрок, решивший обшарить подземелье полностью, был бы вознаграждён за это дополнительным золотом или частями доспехов. Получение золота и доспехов — которые можно было бы экипировать в один из семи соответствующих слотов на персонаже, как наплечники или перчатки — должно было быть стимулом для игрока, но его основной целью в каждом подземелье должна была быть добыча ценной руды, необходимой для создания оружия.
В отличие от Diablo и подобных игр, оружие наподобие мечей или боевых топоров в Dungeons нельзя было бы найти в подземельях — их игроку нужно было создавать самому в рамках отдельной мини-игры между забегами по подземельям. Эта мини-игра, посвящённая кузнечной ковке, требовала быстро и точно нажимать на экран для исправления дефектов и неровностей оружия и также предлагала игроку выбрать для оружия зачарование с помощью огненного или ледяного самоцвета. Игра не предусматривала отдельных магических атак — они должны были быть привязаны к оружию. Добыча руды в подземельях тоже должна была представлять собой мини-игру, требующую от игрока нажимать пальцем на движущуюся вправо-влево шкалу в попытке выбить более ценную руду — например, платину вместо железа.

## Разработка и отмена
В отличие от игр основной серии, разработанных Chair Entertainment, созданием Dungeons занималась учреждённая в этом же году студия Impossible Studios, первоначально Epic Baltimore — в неё перешли сотрудники ранее закрытой студии Big Huge Games, известной по игре Kingdoms of Amalur: Reckoning. Ряд разработчиков игры также раньше работал над серией Gears of War. По словам креативного директора и одного из основателей Chair Entertainment Дональда Мастарда, концепцию Dungeons предложила компания-издатель Epic Games; Chair Entertainment была «рада поддержать» эту идею. Игра была анонсирована 7 марта 2012 года вместе с планшетным компьютером iPad 3 — точно так же, как и Infinity Blade 2 до этого была анонсирована вместе со смартфоном iPhone 4s.
В октябре 2012 года Epic Games объявила, что игра задерживается до следующего 2013 года — Уэс Филипс, руководитель службы компании по связям с общественностью, объяснял удлинение сроков разработки сложностями с обустройством новой студии и необходимостью заниматься вопросами, не связанными с разработкой игры, «столами, стульями, степлерами и компьютерами». Dungeons должна была стать первой игрой Impossible Studios. В феврале 2013 года Epic Games объявила уже о закрытии студии Impossible Studios и приостановке разработки игры на неопределённый срок. В июле 2013 года Дональд Мастард сообщил через подкаст Epic Games, что Dungeons была полностью отменена вместе с закрытием Impossible Studios.
В 2015 году Epic Games опубликовала через свой фирменный магазин для разработчиков игр восемь бесплатных наборов, содержащих в общей сложности 7600 «ассетов» — моделей, текстур и звуковых файлов из игр серии Infinity Blade, в том числе моделей оружия. Подавляющее большинство этих ресурсов было создано именно для Infinity Blade: Dungeons — компания разрешила использовать их без каких-либо ограничений в любом проекте на Unreal Engine 4.